# ヒクイドリ
ヒクイドリ（火食鳥、食火鶏、学名: Casuarius casuarius）は、鳥綱ヒクイドリ目ヒクイドリ科ヒクイドリ属に分類される鳥類。別名オーストラリアヒクイドリ、オオヒクイドリ。大柄な体躯に比して翼が小さく飛べないが、長距離なら時速50km/h程度で走ることが出来る他、非常に殺傷能力の高い爪を持つ。性格は臆病で気性が荒い。世界一危険な鳥ともいわれる。一方で、刷り込みが強く、1万8千年前には人類が飼っていたとする説がある。日本では7つの動物園で飼育されている。

## 分布
インドネシア（ニューギニア島南部、アルー諸島）、オーストラリア北東部、パプアニューギニア。セラム島に移入・定着。
インドネシア、ニューギニア、オーストラリア北東部の熱帯雨林に分布し、オーストラリアでは標高1,100m以下、ニューギニアでは標高500m以下に好んで生息する。かつてはもっと広範囲に生息していたと推測されているが、他の走鳥類と同様、熱帯雨林の減少と移入動物の影響により個体数が減少しており、絶滅が危惧されている。森林が減ってきていることから、雛が生き残る確率は1%以下という研究結果も発表されている。
ヒクイドリのいる日本国内の動物園（日動水・JAZA加盟園）は、東武動物公園、福山市立動物園、愛媛県立とべ動物園、福岡市動物園、久留米市鳥類センター、熊本市動植物園、名護自然動植物公園（ネオパークオキナワ）の7施設。
| 場所                          | 個体数           | 傾向 |
| ----------------------------- | ---------------- | ---- |
| パプアニューギニア南部        | 不明             | 減少 |
| セラム島                      | 不明             | 不明 |
| アルー諸島                    | 不明             | 不明 |
| オーストラリア北東部          | 1,500 から 2,500 | 減少 |
| **Paluma Range National Park  | 不明             | 減少 |
| **McIlwraith Range            | 1000+            | 減少 |
| **Jardine River National Park | 不明             | 不明 |
| 合計                          | 2,500+           | 減少 |

## 和名
和名は「火食鳥」の意味であるとされている。火を食べるわけではなく、喉の赤い肉垂が火を食べているかのように見えたことから名づけられたとの説が有力である。
「火を食べる」は古くからダチョウの特長としてユーラシアの広い地域で語られていた伝承であり（ダチョウ#迷信を参照）、『本草綱目』（1596年）にダチョウの別称として「食火雞」が載る。また、日本には中国の文献でダチョウの存在は伝わっていたが、実物としてはダチョウよりも先にヒクイドリが来たために、当初はヒクイドリが「駝鳥」であるという勘違いがされており、ヒクイドリを描いた版画において「駄鳥 俗説ニ火喰鳥ト云（だちょう そくせつにひくいどりという）」という記述が見られる。
このダチョウとヒクイドリの取り違えは明代の中国においても生じており、『本草綱目』はダチョウの項目に『吾學編』（1567年）が紹介する「三仏斉（インドネシア）に住み、火炭を食べる、体が青くくちばしに赤い飾りを持つ火雞」を載せていた。ただし、さらに言えばこの『吾學編』に載る鳥は「二本指」であるとされ、ダチョウの特徴が混ざっている（ヒクイドリは三本指で、ダチョウは二本指）。また『瀛涯勝覧』（1451年）などもこの火雞について同様のことを述べている。
日本に初めてもたらされたのは、江戸時代初期の寛永12年（1635年）に、平戸藩により江戸幕府に献上されたものであるとされる。記録には「陀鳥（だちょう）」とあるが、明らかにヒクイドリのスケッチが残されている。その後もオランダの貿易船により持ち込まれており、絵図からもその黒い羽毛、赤い肉垂、青い首に大きなとさかという特徴的な外見が分かる。

## 形態

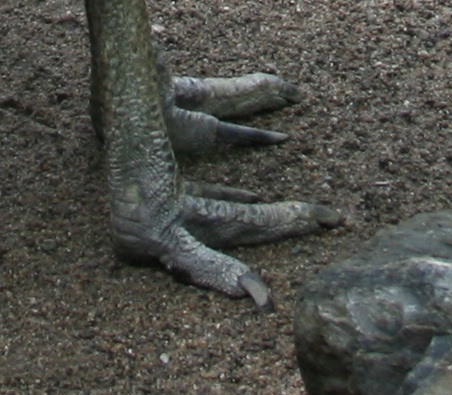
スパイクのようなつめを持つヒクイドリの脚

ヒクイドリ目最大種。地球上では2番目に重い鳥類で、最大体重は85kg、全高190cmになる。一般的な全高は127-170cm、メスの体重は約58kg、オスの体重は約29-34kgである。やや前かがみになっていることから体高はエミューに及ばないが、体重は現生鳥類の中ではダチョウに次いで重い。アラビアダチョウおよびニュージーランドのモアが絶滅して以降はアジア最大の鳥類である。
頭頂に大型で扁平な兜状の角質突起がある。頭部から頸部にかけて羽毛がなく、青い皮膚が裸出する。頭に骨質の茶褐色のトサカがあり、藪の中で行動する際にヘルメットの役割を果たすもの、また暑い熱帯雨林で体を冷やす役割がある。毛髪状の羽毛は黒く、堅くしっかりとしており、翼の羽毛に至っては羽軸しか残存しない。顔と喉は青く、喉から垂れ下がる2本の赤色の肉垂を有し、体色は極端な性的二型は示さないが、メスの方が大きく、長いトサカを持ち、肌の露出している部分は明るい色をしている。幼鳥の羽毛は茶色の縦縞の模様をしている。
大柄な体躯に比して翼は小さく飛べないが、鱗に覆われた頑丈な脚をもつ。脚力が強く時速50km/h程度で走ることができる。3本の指には殺傷能力がある丈夫で刃物のような12cm程度の鉤爪がある。性質は用心深く臆病だが、気性の荒い一面もある。

## 生態
低地の熱帯雨林に生息する。主に単独もしくはペアで生活する。

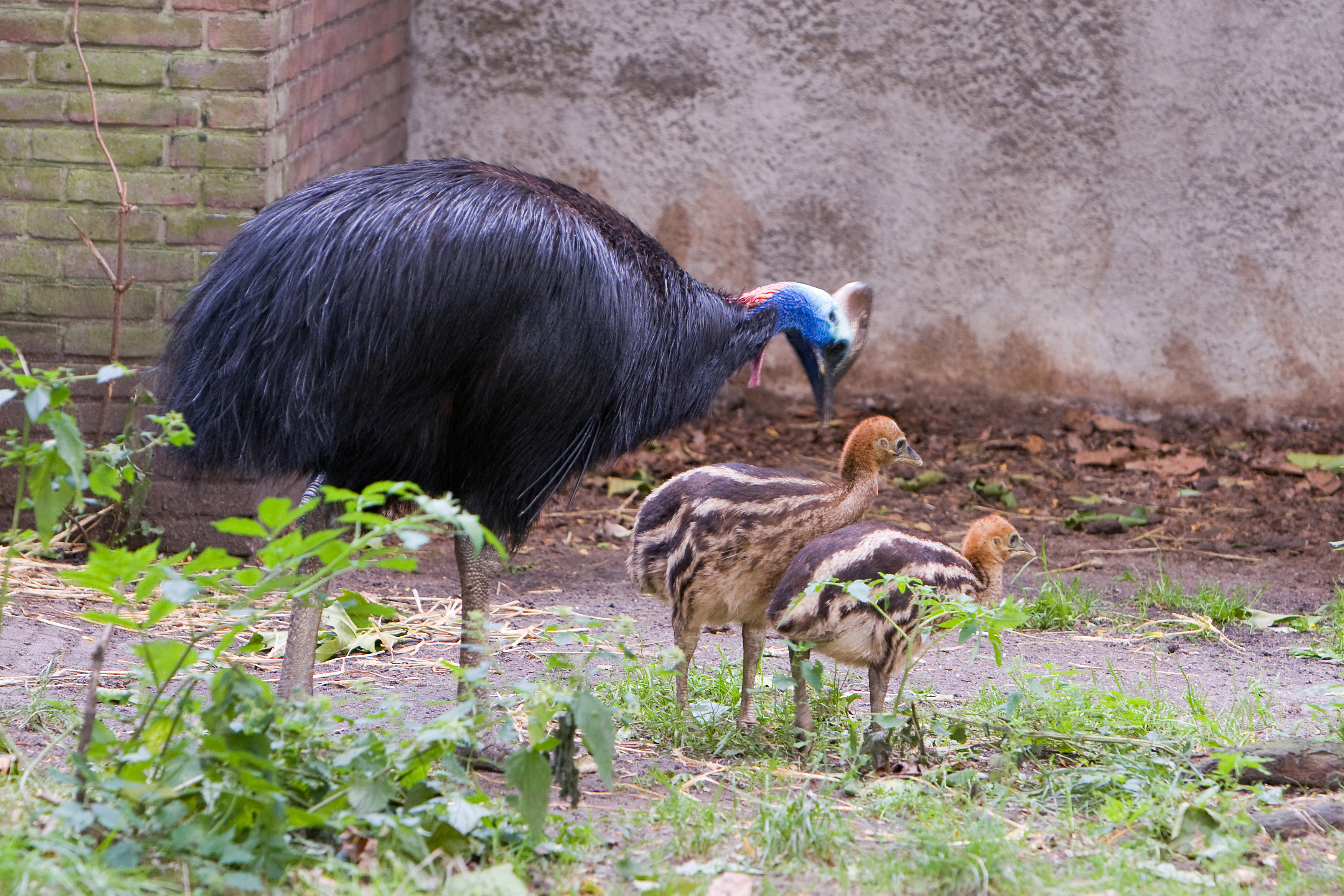
オスと幼鳥

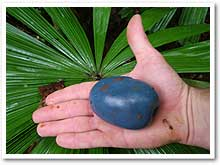
ヒクイドリ属の鳥が好むコバナミフクラギの果実。

食性は果実を中心とした雑食性で、森林の林床で落ちている果実を採餌し、大きな種子を持った果実でもついばんで丸呑みする。1日に5kgのえさを必要とし、そのために1日に20kmも歩き回る。ヒクイドリ属の鳥には、他の動物には毒性をしめすキョウチクトウ科ミフクラギ属のコバナミフクラギ（学名: Cerbera floribunda; 英語: Cassowary plum）という植物の果実を安全に消化する能力がある。果実と一緒に飲み下された種子は糞と共に排出される事で芽吹き、ヒクイドリ属の鳥の移動とともに広範囲に種子が散布されるので、果実食の習性は彼等が生きる森林を維持するのに重要な役割を担っていると考えられる。カタツムリや小型の哺乳類の死骸も食べる。菌類や昆虫類、小さな甲殻類も捕食する。
繁殖期は6-10月。オスは地上に、草本植物を使って5-10cmの厚さで、幅が最大100cmほどの巣を作る。メスは135×95mmほどの大きさの卵を、1回に3、4個産卵する。卵は表面がざらざらしており、最初は明るい薄緑色で、時を経るにつれ色あせていく。メスは卵を産むのみで、産卵後は別のオスを探しに立ち去る。オスが卵を抱卵し、ヒナを単独で育てる。卵がかえるのはおよそ2ヵ月後で、充分な餌が取れないオスはその間、体重が5kg前後減る。ヒナは産毛もなく、トサカは生えかかった程度である。ヒナにとってオオトカゲが天敵で、オスはオオトカゲを威嚇して追いはらう。成長したトサカが生えるまで3～4年かかる。
繁殖期の間、とどろくような鳴き声やシューという鳴き声、もしくはゴロゴロというような鳴き声を発する。幼鳥はオスを呼ぶために高い音程の口笛のような鳴き声を頻繁に発する。

## 人間との関係
食用とされることもあり、成鳥は銃などによって狩猟され、雛は捕えて生育してから食べられることが多い。
森林伐採・農地開発による生息地の破壊、食用の狩猟などにより生息数は減少している。一方で近年の調査では生息数が従来考えられていたよりも多いと推定され、2017年現在は絶滅のおそれは低いと考えられている。オーストラリアではサイクロンによる影響（サイクロンの後は本種の交通事故が増加するという報告もある）も懸念されている。
日本ではひくいどり科（ヒクイドリ科）単位で特定動物に指定されている。

## 画像

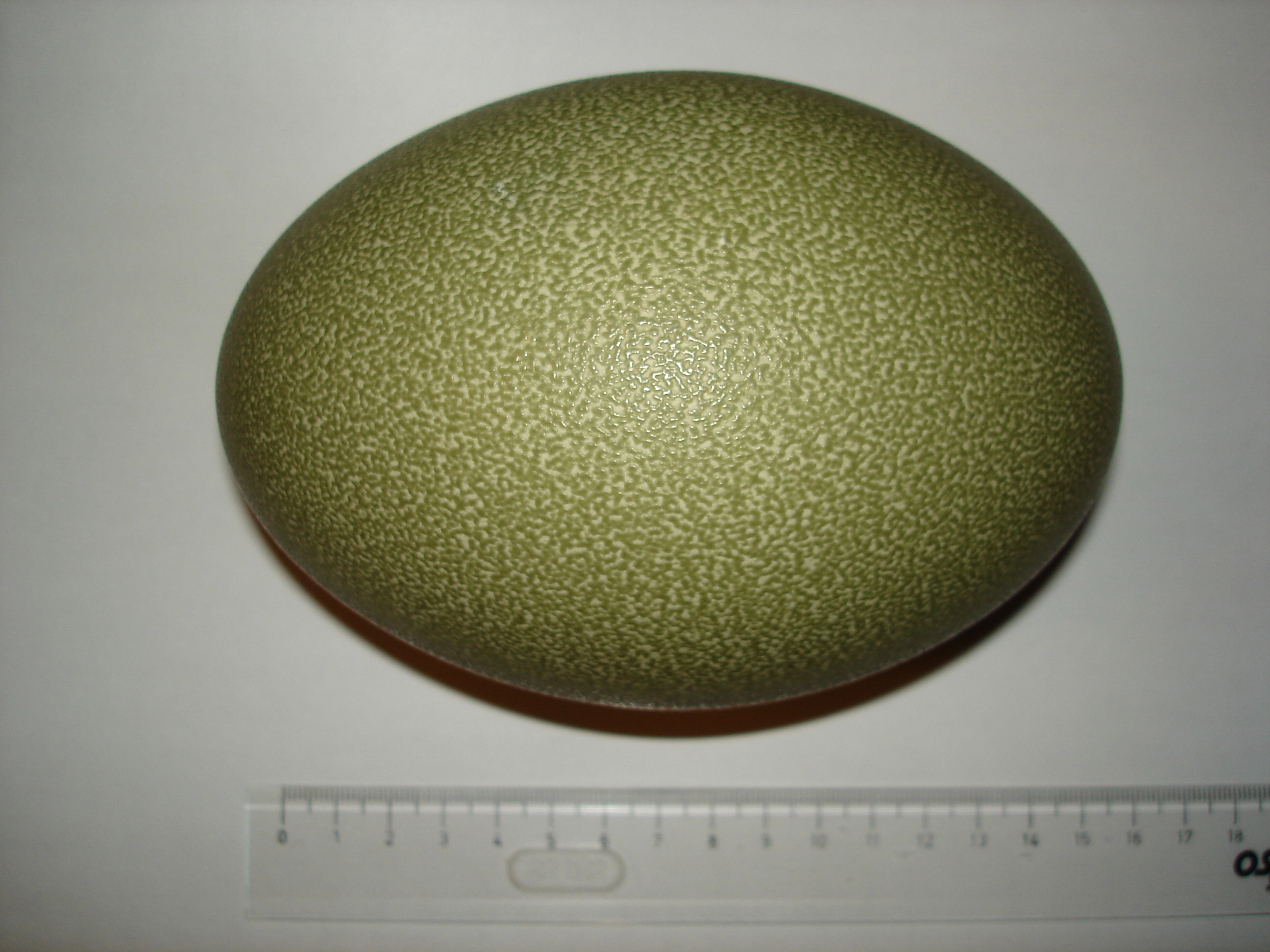
ヒクイドリの卵
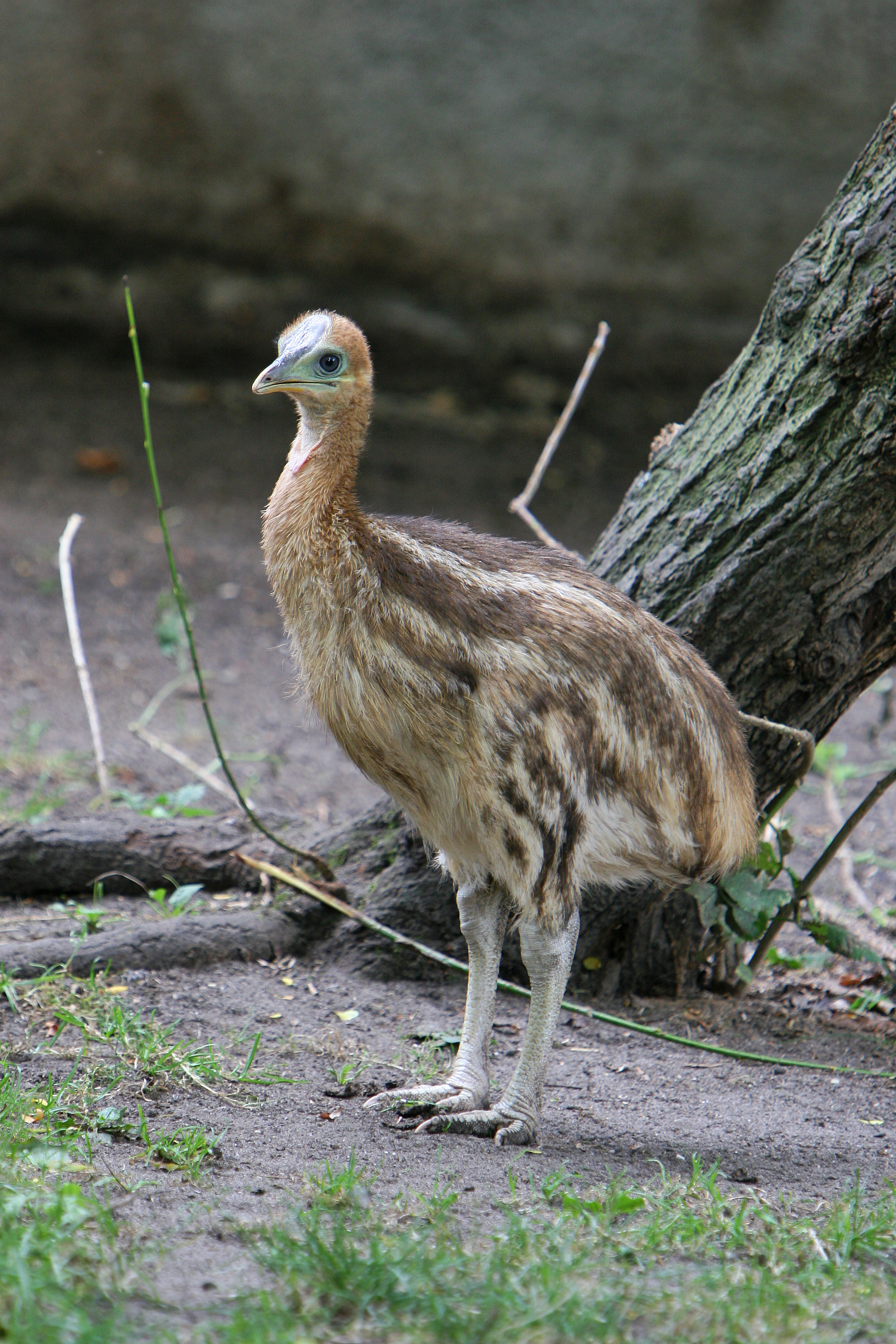
幼鳥
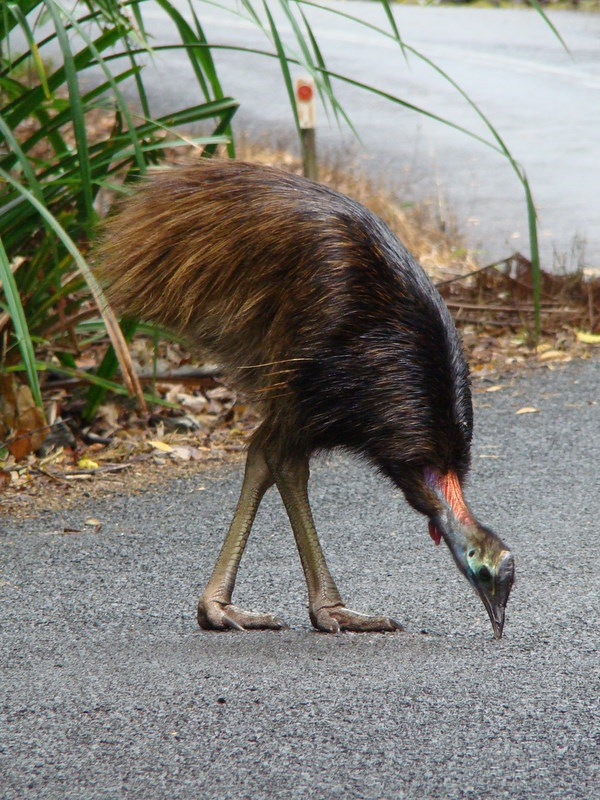
若鳥
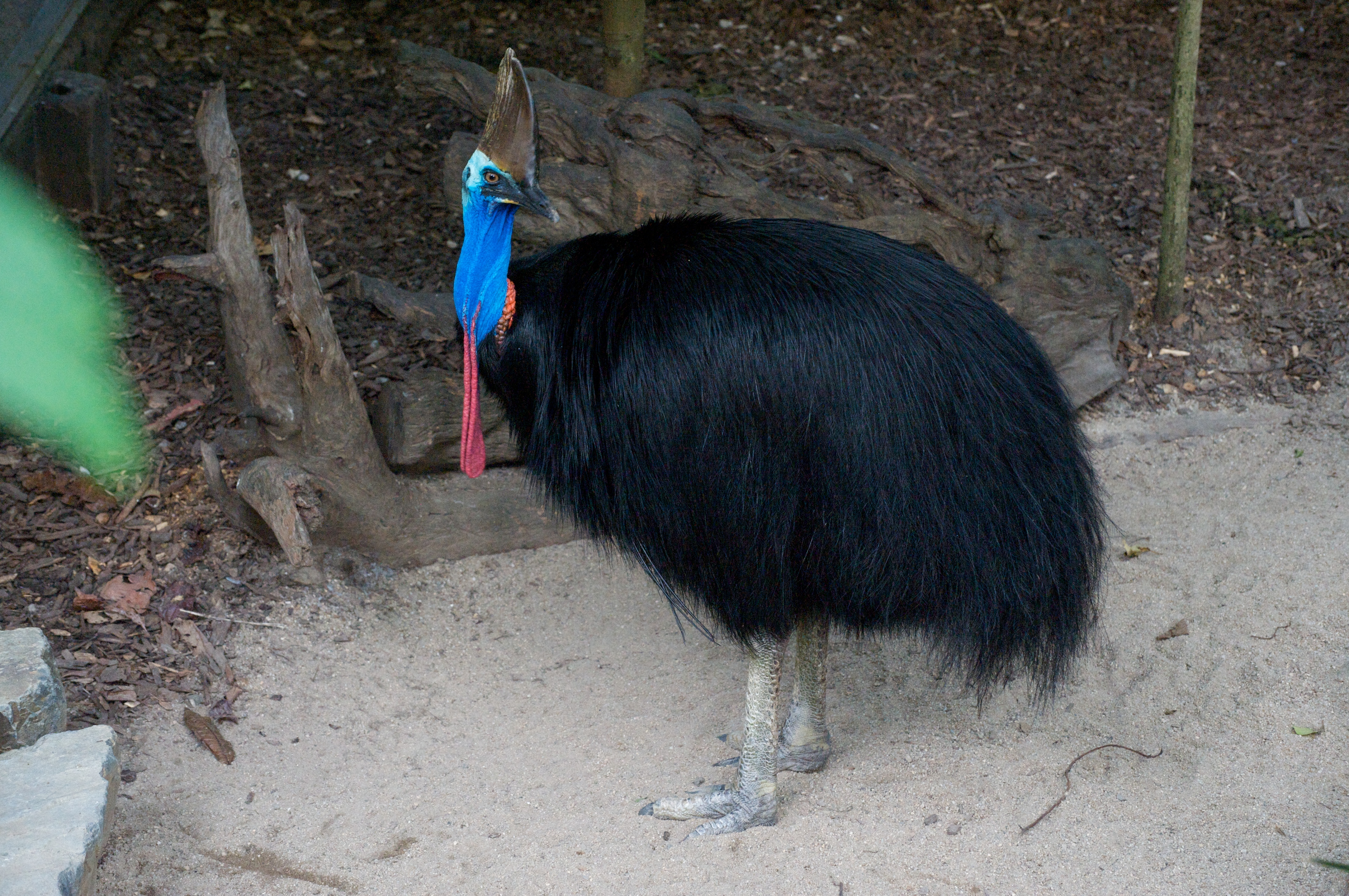
成鳥